# Marçà
Marçà è un comune spagnolo di 616 abitanti situato nella comunità autonoma della Catalogna.